# 山田純
山田 純（やまだ じゅん、1959年6月14日 - ）は、日本の機械工学者。熱工学、光工学専攻。2021年から芝浦工業大学学長。元日本熱物性学会会長。

## 人物・経歴
奈良出身。1978年大阪星光学院高等学校卒業。1982年東京工業大学工学部生産機械工学科卒業、ヤマハ発動機研究部研究員。1986年東京工業大学大学院生産機械工学専攻修士課程修了。1988年東京工業大学大学院生産機械工学専攻博士後期課程中退、東京工業大学工学部生産機械工学科助手。1994年東京工業大学より博士（工学）の学位を取得。1995年山梨大学工学部機械工学科助教授。2001年ケンタッキー大学客員准教授。2005年芝浦工業大学工学部機械工学科教授。
2008年芝浦工業大学学長補佐。2011年芝浦工業大学評議員、日本熱物性学会副会長。2012年芝浦工業大学SIT総合研究所長、先端工学研究機構長、大学院理工学研究科長。熱工学研究の成果が顕著であるとして第92期（2014年度）熱工学部門賞業績賞受賞。2015年芝浦工業大学工学部長。2017年日本熱物性学会会長。2018年芝浦工業大学理事（施設担当）。2020年次期芝浦工業大学学長に選出。専門は熱工学、光工学。